# Manuel Poirier
Manuel Poirier (Perù, 17 novembre 1954) è un regista e sceneggiatore francese.

## Filmografia
- Le petite amie d'Antonio (1992)
- ...à la campagne (1995)
- Marion (1997)
- Western - Alla ricerca della donna ideale (Western) (1997)
- De la lumière quand même - documentario (2000)
- Te quiero (2001)
- Les femmes... ou les enfants d'abord... (2002)
- Chemins de traverse (2003)
- La maison (2007)
- Le café du pont (2010)